# Zálužné
Zálužné (německy Moradorf) je vesnice, část města Vítkov v okrese Opava. Nachází se asi 5,5 km na severozápad od Vítkova. V roce 2009 zde bylo evidováno 193 adres. V roce 2001 zde trvale žilo 24 obyvatel.
Zálužné leží v katastrálním území Nové Těchanovice o výměře 6,56 km2.
Obcí protékající řeka Moravice vytvořila svou silou za mnohá staletí malebné údolí, na jehož stráních leží veškerá zástavba. Krom několika stálých obyvatel tvoří obec množství rekreačních objektů. Ráz moravického údolí změnila těžba břidlice, ne však v negativním slova smyslu. Haldy, jámy a štoly zde zapadají jako součást krajiny a ekosystému a vytvářejí nenapodobitelný charakter místa, typický pro celou břidličnou oblast Nízkého Jeseníku a Oderských vrchů, jinde ve světě se však nevyskutující, tudíž jedinečný unikát.
V obci, jejíž břidličné haldy pokrývají v hojné míře břízy, kdysi bydleli a pracovali předkové amerického malíře Tima Allena z Putney ve Vermontu. Bříza, jichž je ve Vermontu dostatek, slouží jako ústřední motiv Allenových obrazů. 
V osadě stojí kaple, jako jediná stavba svého druhu věnovaná na věčnou památku všem hornickým obětem těžby břidlice. 
V obci se nachází Rotterův mlýn. Dnes už bez funkčního vodního motoru. K mlýnu vedl náhon z řeky Moravice. V současné době je nefunkční.